# Bom Jesus do Monte
Bom Jesus do Monte (deutsch Guter Jesus vom Berge) ist ein römisch-katholisches Heiligtum in Tenões am östlichen Stadtrand von Braga in Nordportugal. Das Heiligtum ist ein bemerkenswertes Beispiel für einen Wallfahrtsort. Das markanteste Merkmal sind die barocken Monumentaltreppen, die über einen Höhenunterschied von 116 Metern führen. Es ist eine wichtige Touristenattraktion der Stadt Braga.
Diese wichtige Wallfahrtsstätte ist seit 1970 Nationaldenkmal und stand seit 2017 auf der Tentativliste zum Welterbe in Portugal. Im Juli 2019 wurde sie dann von der UNESCO zum Weltkulturerbe erklärt.
Die Kirche erhielt 2015 durch Papst Franziskus als nunmehr dritte Kirche der Stadt Braga den Titel einer Basilica minor verliehen.

## Geschichte
Auf der Anhöhe von Espinho, an der Stelle der heutigen Basilika, wurde bereits im 14. Jahrhundert ein Kreuz errichtet, möglicherweise nach der Schlacht am Salado im Jahr 1340. Im Jahre 1373 folgte dann eine kleine Kapelle auf dem Sacri Monti und eine größere im Jahr 1494. Die Kapelle wurde im Laufe der Jahre zu klein für die zahlreichen Pilger, und so wurden in den Jahren 1522, 1629 und 1722 jeweils größere Gotteshäuser errichtet. Die heutige Anlage des Heiligtums wurde 1722 unter dem Erzbischof von Braga, Rodrigo de Moura Teles, begonnen; sein Wappen steht an der Tür am Anfang der Treppe. Unter seiner Leitung wurde die erste Treppe mit Kapellen, die der Via Crucis gewidmet sind, abgeschlossen. Der Bau der heutigen Kirche und des dritten Teils der Treppe begann im Jahre 1784 unter Erzbischof Gaspar de Bragança, wurde 1811 vollendet und im Laufe der Jahre mehrfach renoviert.

## Anlage

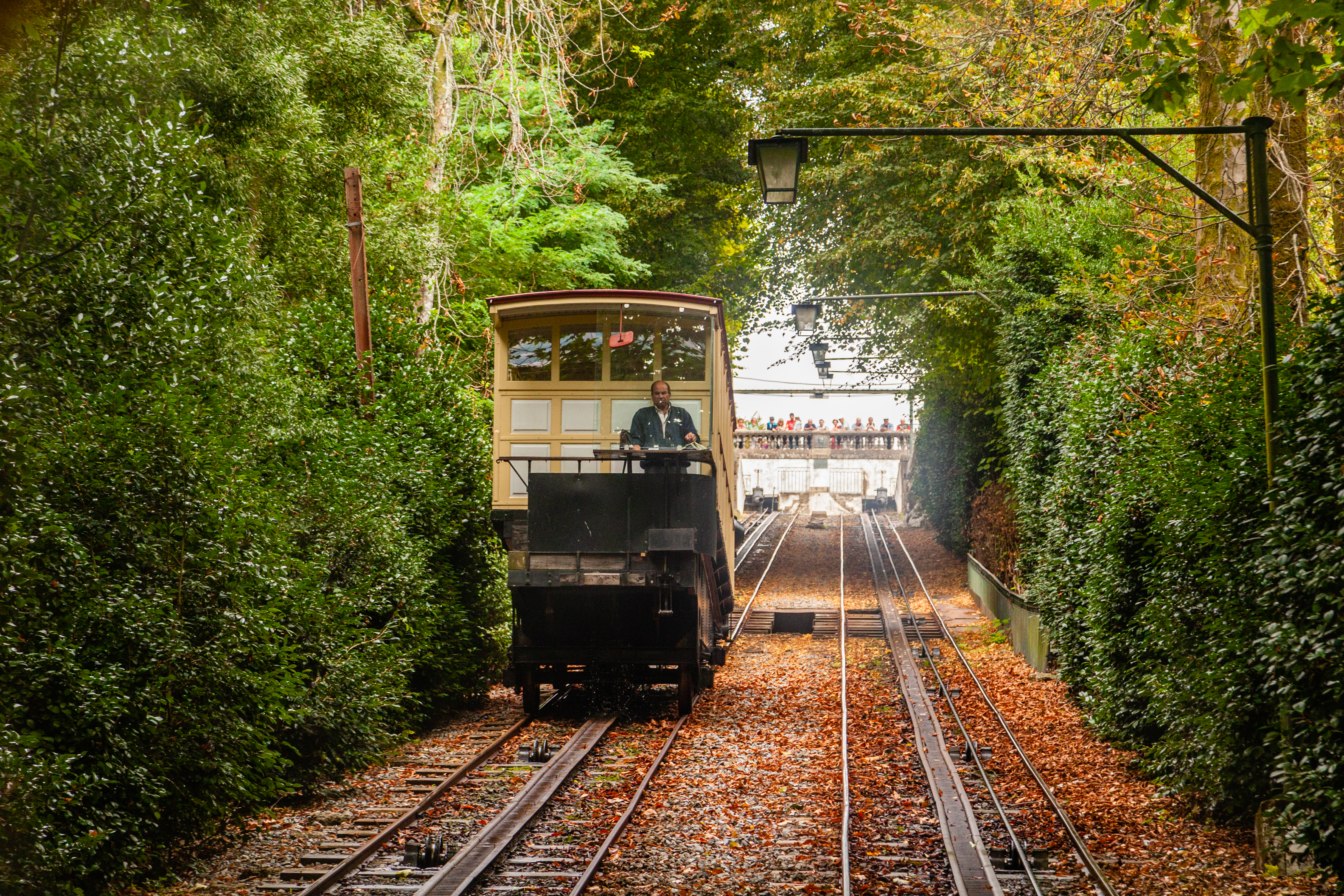
Standseilbahn Elevador do Bom Jesus

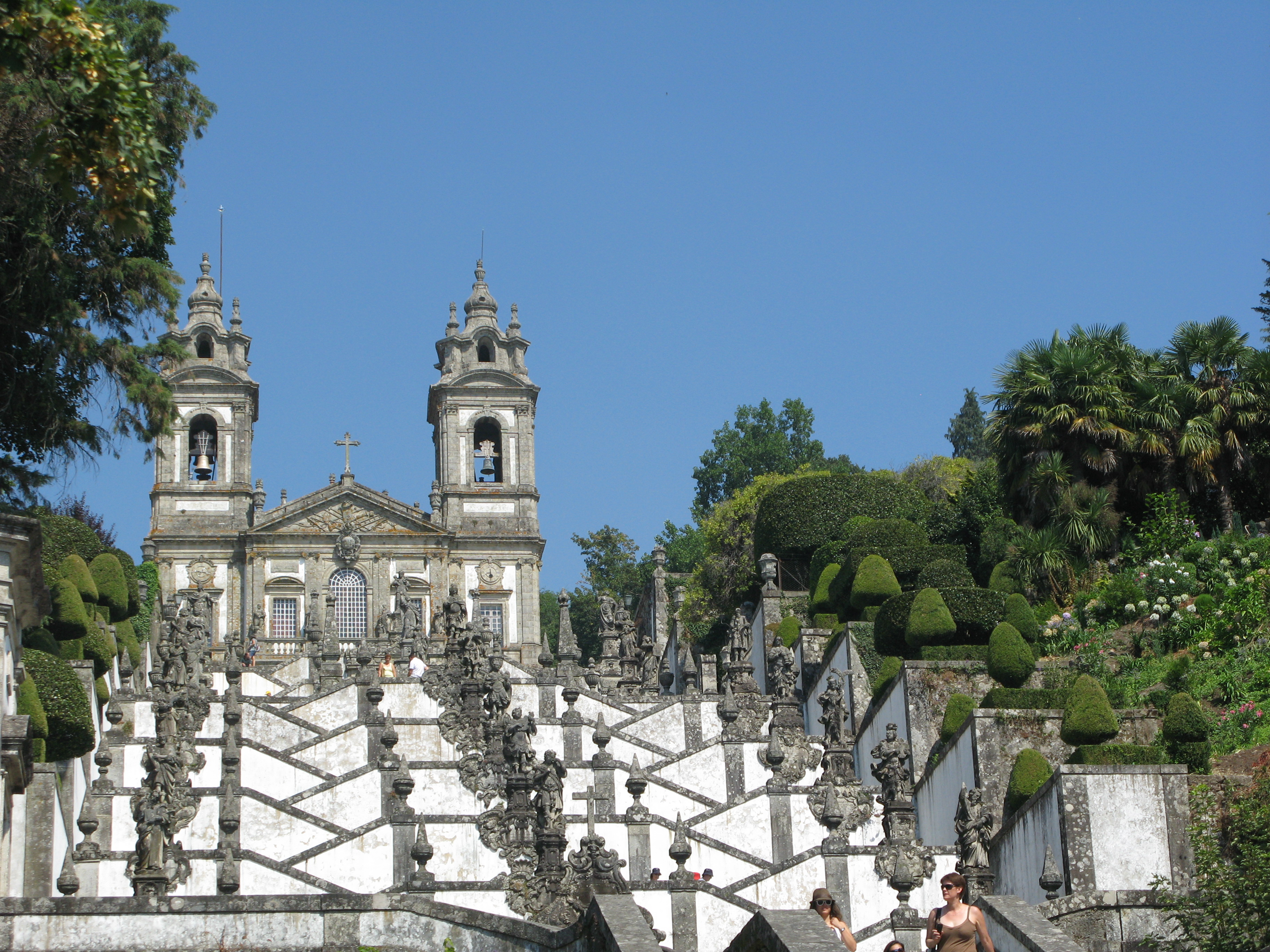
Treppenanlage Via Sacra

Mit der Bergterrasse und der imposanten breiten barocken Monumentaltreppe gilt Bom Jesus do Monte als eine der schönsten Wallfahrtskirchen Portugals. Die Anlage mit westlicher Aussicht auf Braga liegt am Hang des Espinho oberhalb des Este, einem rechten Nebenfluss des Ave, inmitten eines großen Parks mit Waldbestand, üppiger Blumenpracht und einem kleinen See. Das Heiligtum hat eine Gesamtfläche von etwa 30 Hektar und gehört der 1629 gegründeten Bruderschaft von Bom Jesus do Monte. Die Pilgerunterkünfte wurden zu Hotels umgewandelt.
Die im Zickzack geführte Treppe wird von 17 Stationen unterbrochen. Diese sind im barocken Stil mit symbolischen Springbrunnen und allegorischen Statuen zu verschiedensten Themen geschmückt: dem Leidensweg Jesu, den Fünf Sinnen und den Christlichen Tugenden. Am oberen Ende stehen acht biblische Figuren, die an der Verurteilung Jesus beteiligt waren.
Von Braga überwindet die Freitreppe mit 581 Stufen die 116 m Höhenunterschied und endet auf dem Vorplatz der Kirche. Parallel zu den Treppen führt der 1882 von Manuel Joaquim Gomes gestiftete Elevador do Bom Jesus hinauf. Die älteste Standseilbahn der iberischen Halbinsel und älteste funktionstüchtige Wasserballastbahn der Welt überwindet die Höhendifferenz mit Hilfe von Wasserkraft in nur 3 Minuten.

## Basilika
Die heutige klassizistische Kirche wurde 1784 nach einem Entwurf von Carlos Amarante im italienischen Stil errichtet. Sie hat den Grundriss einer Kreuzkirche mit einem achteckigen Vierungsturm. Die Doppelturmfassade mit Glocken in beiden Türmen wird von einem hohen dreieckigen Giebel geprägt. An den Seiten der Haupttür stehen in Nischen zwischen den sechs Meter hohen Säulen die Statuen der Propheten Jeremia und Jesaja. In der Mitte, über dem großen Fenster, ist das Wappen von Johann VI. von Portugal zu sehen, der 1822 das Heiligtum unter königlichen Schutz stellte. Im nüchternen und weiten Kircheninneren sind vor allem die Gemälde von Pedro Alexandrino aus dem 18. Jahrhundert hervorzuheben.
Gleich neben der Kirche befindet sich das Museum der Bruderschaft mit Gegenständen der sakralen Kunst sowie der 1918 geschaffenen Bibliothek.

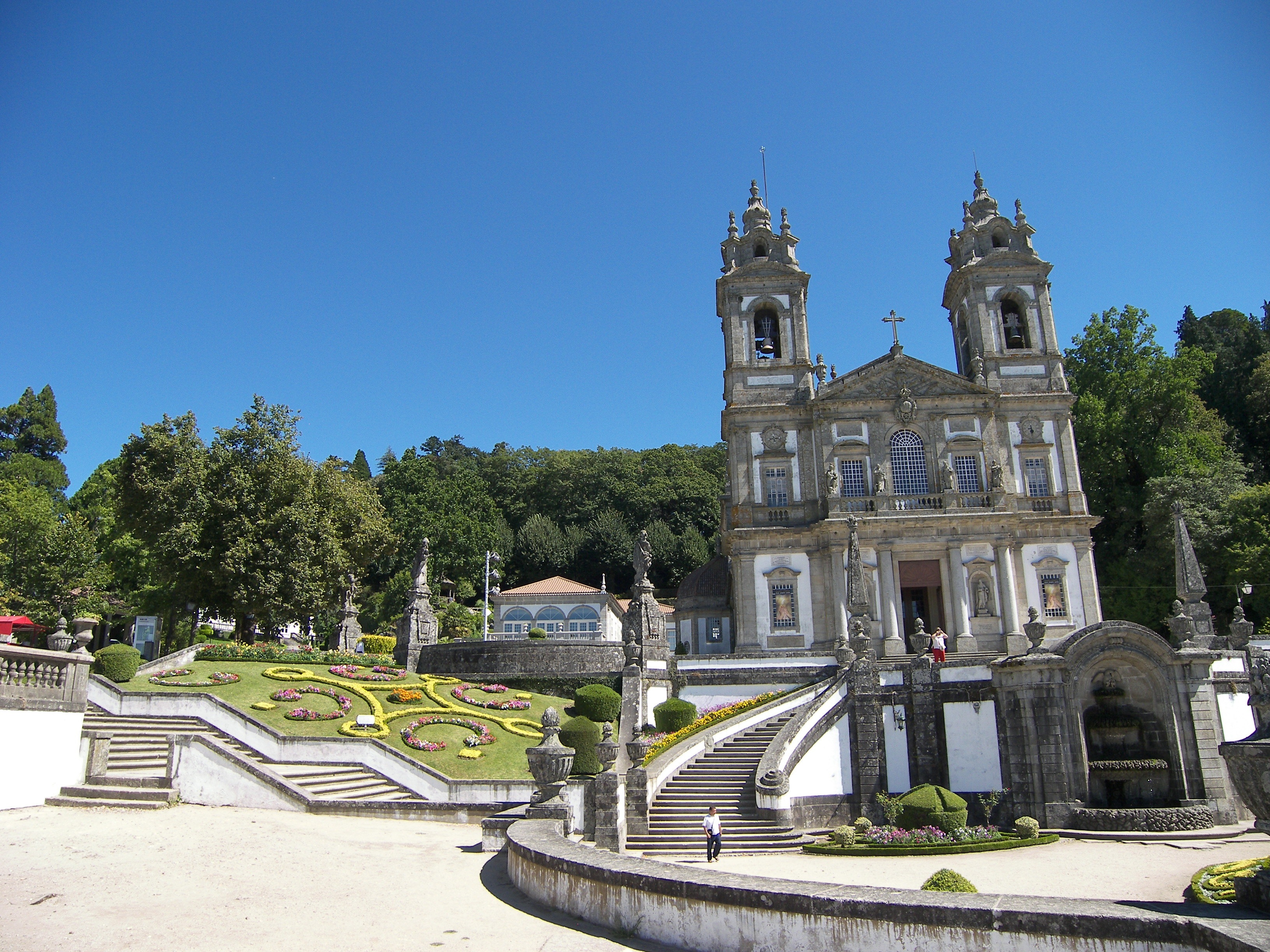
Bom Jesus do Monte
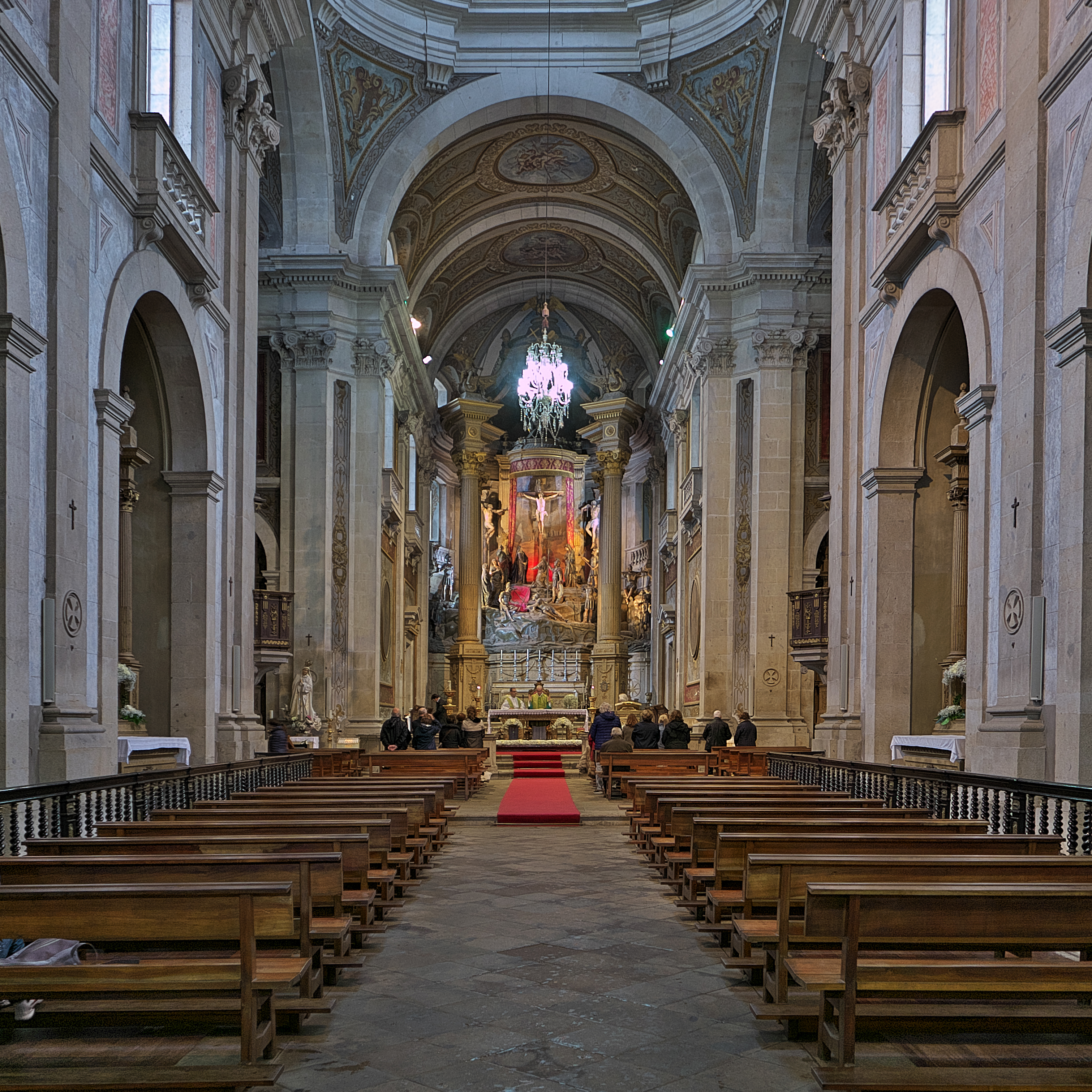
Innenraum der Basilika
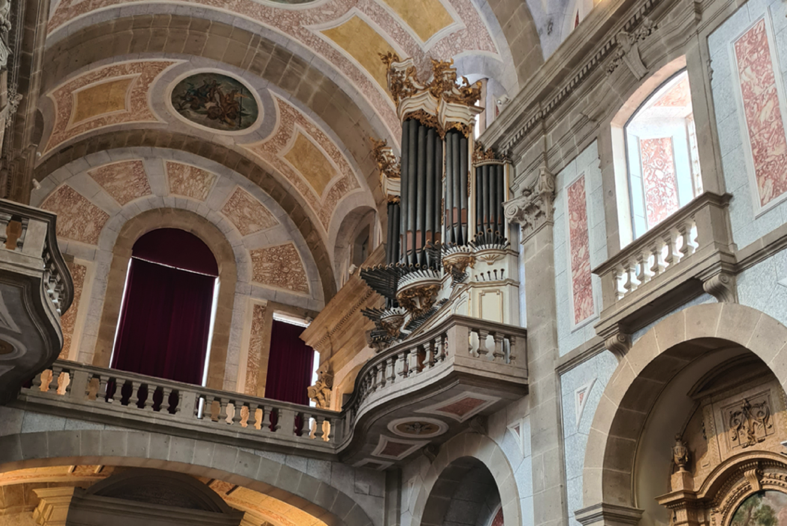
Historische Orgel an der Seitenwand
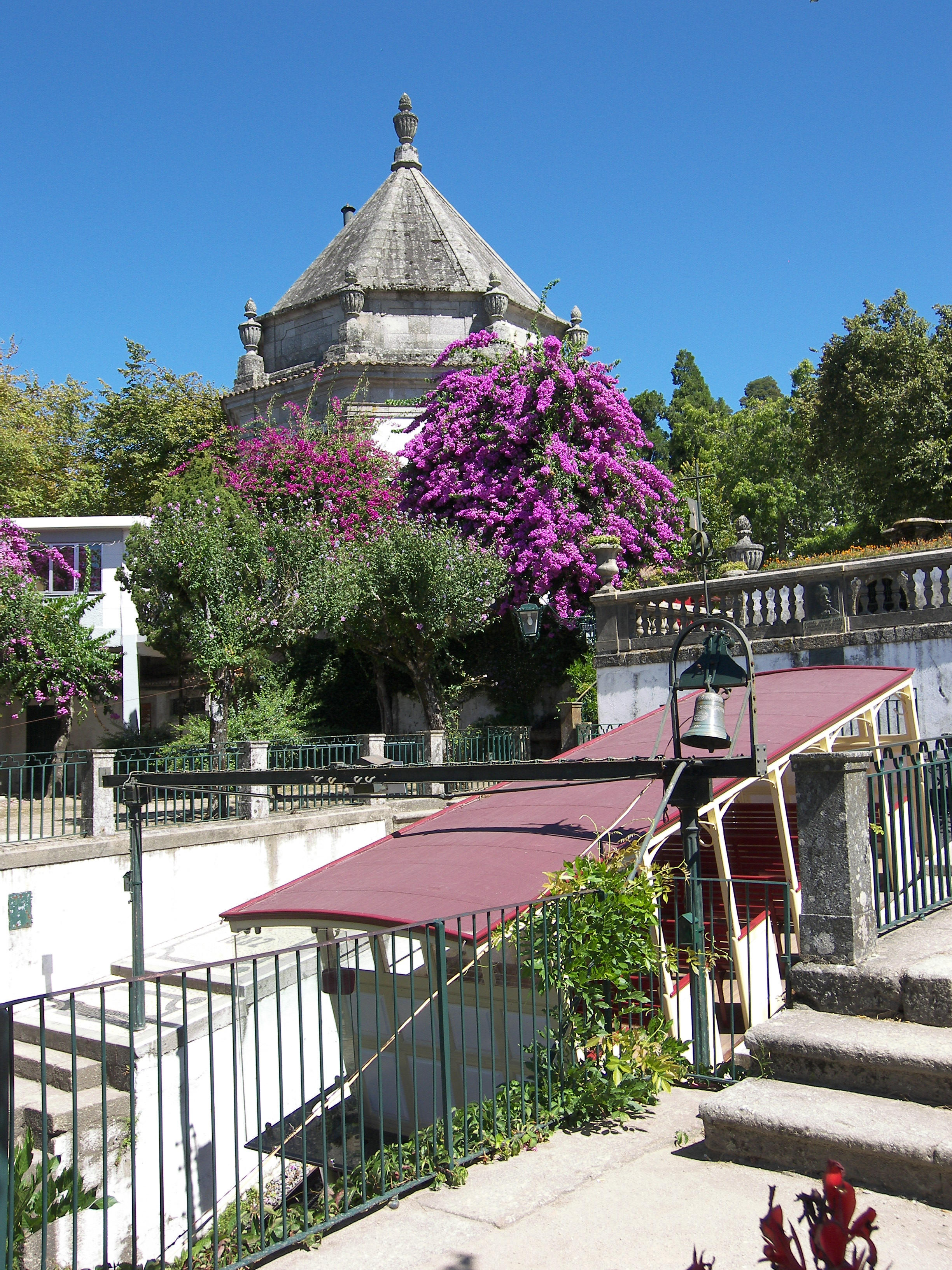
Bergstation der Kabinenbahn
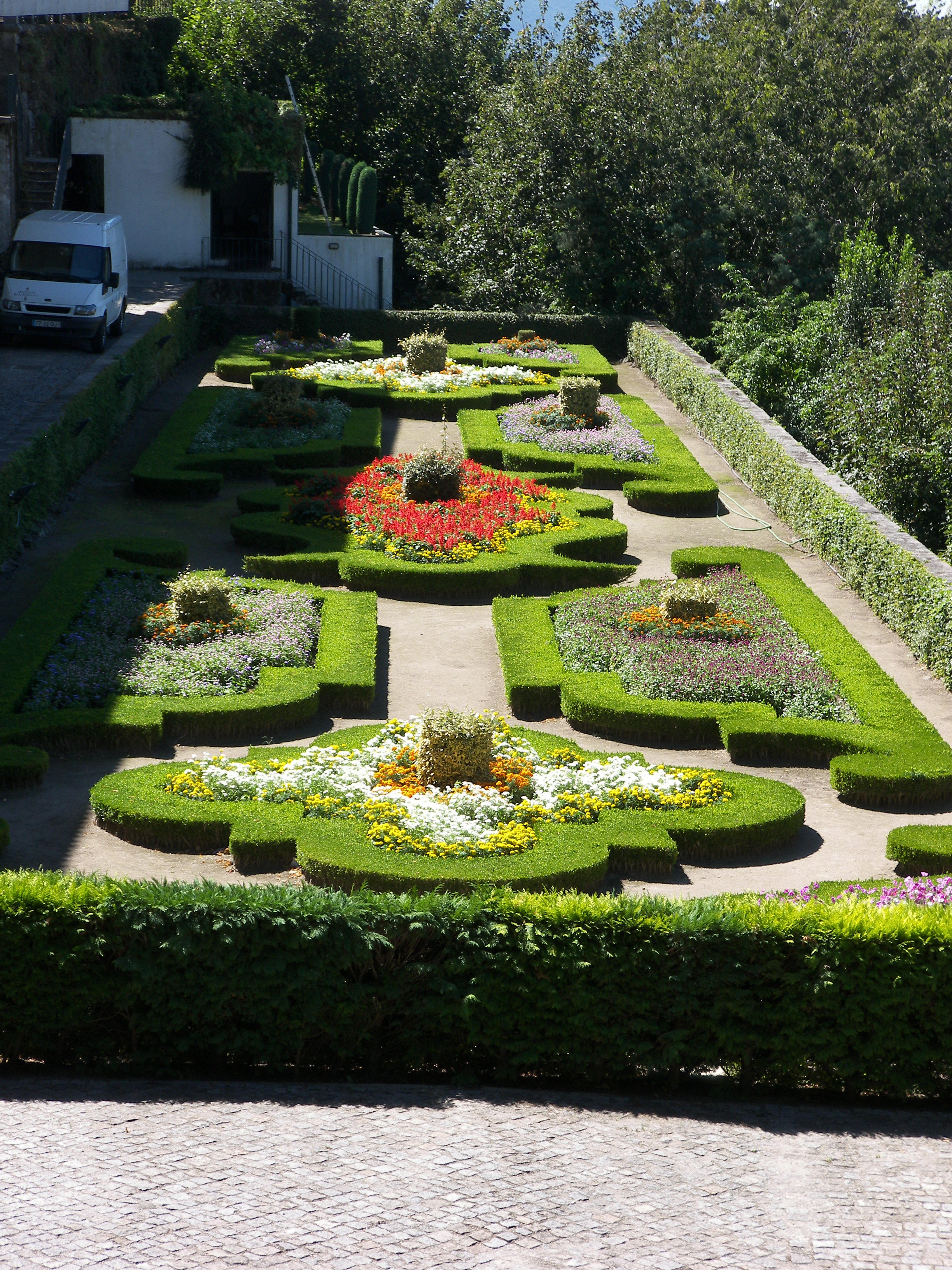
Teil der Gartenanlage
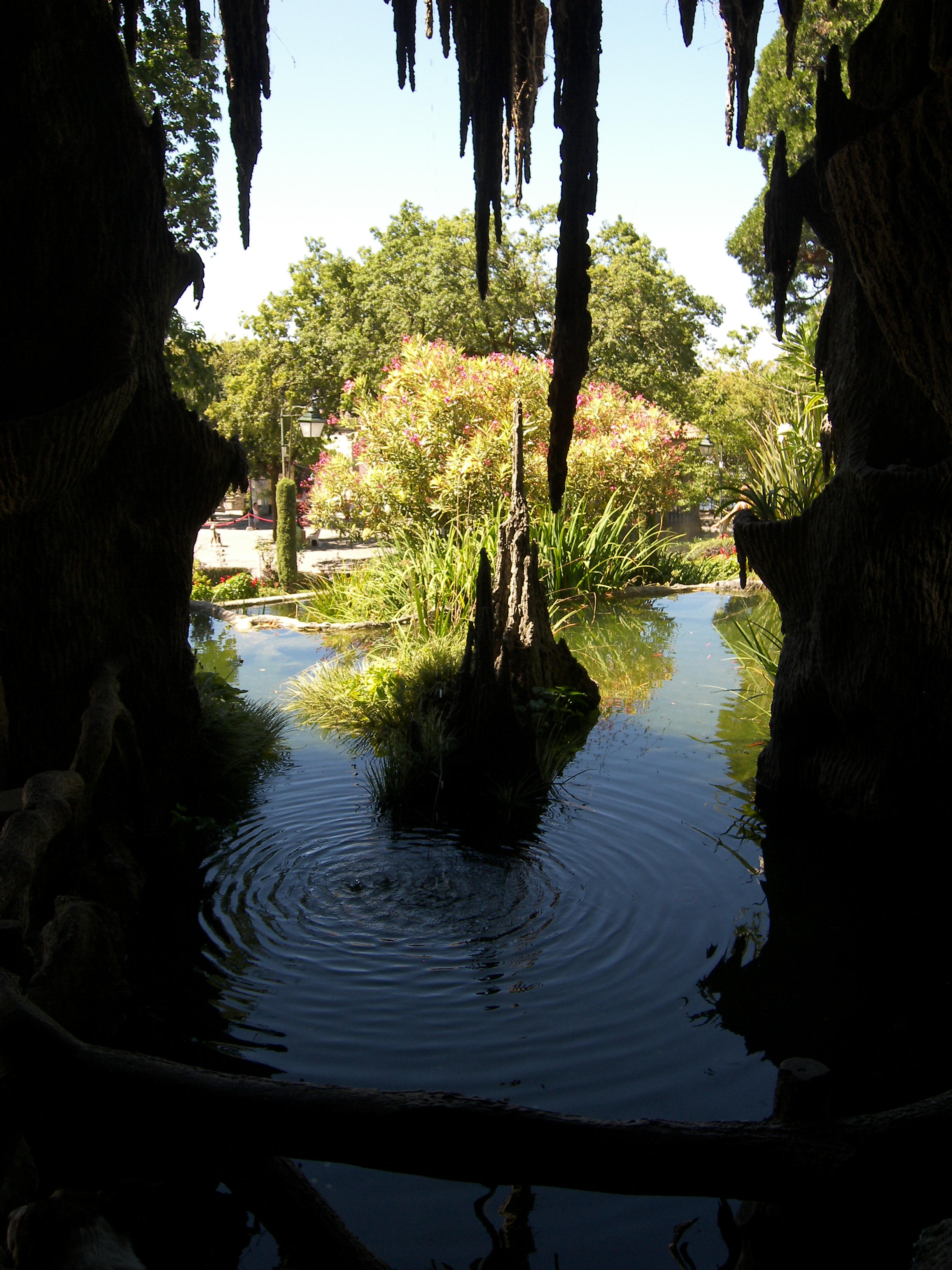
Künstliche Tropfsteinhöhle